# Bandai Namco Pictures
Bandai Namco Pictures Inc. (株式会社バンダイナムコピクチャーズ Kabushiki gaisha Bandai Namuko Pikuchāzu,  viết tắt là BN Pictures hoặc BNP) là một xưởng phim hoạt hình Nhật Bản và là một công ty spin off của Bandai Namco Filmworks (tên cũ là Sunrise). Công ty được thành lập vào năm 2015 như một phần trong kế hoạch trung hạn tái cấu trúc lại Bandai Namco Holdings. Tất cả tài sản trí tuệ và bộ phận sản xuất anime dành cho trẻ em của Sunrise đều được chuyển giao cho Bandai Namco Pictures.

## Lịch sử
Vào ngày 12 tháng 2 năm 2015, Bandai Namco Holdings thông báo tái cấu trúc lại công ty thông qua một kế hoạch trung hạn dài ba năm. Bandai Namco Pictures được thành lập với mong muốn tạo ra nhiều tài sản trí tuệ (IP) mới. Công ty chính thức đi vào hoạt động từ tháng 4 năm 2015 tại khu Nerima, Tokyo, với giám đốc đại diện từ Sunrise, Oazaki Masayuki, là  người dẫn đầu công ty. Sau khi thành lập, một số tài sản trí tuệ của Sunrise được chuyển giao cho Bandai Namco Pictures để tiếp tục phát triển. Trong đó hầu hết là những tác phẩm hoạt hình dành cho trẻ em, tuy nhiên cũng có những tác phẩm hướng đến độ tuổi trưởng thành như  Tiger & Bunny và Gintama.
Vào tháng 8 năm 2018, Bandai Namco Pictures mở một chi nhánh tại Osaka tên là Bandai Namco Pictures Osaka Studio, với mục đích rút ngắn thời gian sản xuất.
Vào tháng 10 năm 2019, xưởng phim Studio Dub (được thành lập bởi nhân viên cũ từ Sunrise) được sáp nhập với Bandai Namco Pictures và trở thành một chi nhánh có tên là "Bandai Namco Pictures Iwaki Studio" trong công ty. Cái tên "Studio Dub" vẫn được giữ nguyên trong các dự án của xưởng phim này.

## Tác phẩm

### Anime truyền hình
| Năm phát sóng                | Tựa đề                                                                            | Đạo diễn           | Số tập                                 | Ghi chú | Nguồn  |
| ---------------------------- | --------------------------------------------------------------------------------- | ------------------ | -------------------------------------- | --- | ------ |
| 2012                         | Aikatsu! (mùa 3 & mùa 4)                                                          | Kimura Ryuichi     | 178                                    | Dựa trên trò thẻ sưu tập arcade do h.a.n.d phát triển và Bandai phát hành. Sản xuất tập 127–178.                    | [ 3 ]  |
| 2014                         | Tribe Cool Crew                                                                   | Fujimori Masaya    | 50                                     | Tác phẩm gốc của Sunrise. Sản xuất từ tập 25–50.                                                                    | [ 6 ]  |
| 2015                         | Battle Spirits: Burning Soul                                                      | Sugishima Kunihisa | 51                                     | Loạt anime thứ 7 của series Battle Spirits.                                                                         | [ 7 ]  |
| 2015                         | Gintama° (mùa 4)                                                                  | Miyawaki Chizuru   | 51                                     | Chuyển thể từ bộ manga cùng tên của tác giả Sorachi Hideaki. Phần tiếp theo của Gintama': Enchōsen (mùa 3).         | [ 8 ]  |
| 2015                         | Brave Beats                                                                       | Murano Yūta        | 22                                     | Tác phẩm gốc. | [ 6 ]  |
| 2016                         | Battle Spirits: Double Drive                                                      | Sugishima Kunihisa | 51                                     | Loạt anime thứ 8 của series Battle Spirits.                                                                         | [ 7 ]  |
| 2016                         | Aikatsu Stars!                                                                    | Satō Teruo         | 100                                    | Phần tiếp theo của Aikatsu!.                                                                                        | [ 9 ]  |
| 2016                         | Heybot!                                                                           | Ishihara Shinji    | 50                                     | Tác phẩm gốc. | [ 7 ]  |
| 2017                         | Gintama. (mùa 5)                                                                  | Mizawaki Shinji    | 13                                     | Phần tiếp theo của Gintama° (mùa 4).                                                                                | [ 7 ]  |
| 2017                         | Gintama. Porori-hen (mùa 6)                                                       | Mizawaki Shinji    | 13                                     | Phần tiếp theo của Gintama. (mùa 5).                                                                                | [ 7 ]  |
| 2018                         | Gintama. Shirogane no Tamashii-hen (mùa 7)                                        | Mizawaki Shinji    | 12                                     | Phần tiếp theo của Gintama. Porori-hen.                                                                             | [ 8 ]  |
| 2018                         | Aikatsu Friends!                                                                  | Iragashi Tatsuya   | 50                                     | Loạt anime mới của series Aikatsu!.                                                                                 | [ 10 ] |
| 2019                         | B-PROJECT Zecchō*Emotion                                                          | Moriwaki Makoto    | 12                                     | Dựa trên một dự án idol của MAGES. Phần tiếp theo của B-PROJECT Kodō＊Ambitious, trước đó do A-1 Pictures sản xuất. | [ 8 ]  |
| 2019                         | Aikatsu Friends!: Kagayaki no Jewel                                               | Iragashi Tatsuya   | 26                                     | Phần tiếp theo của Aikatsu Friends!.                                                                                | [ 11 ] |
| 2019                         | Aikatsu on Parade!                                                                | Igarashi Shishō    | 25                                     | Liên quan đến Aikatsu Friends.                                                                                      | [ 12 ] |
| 2019                         | Vào Ma giới rồi đấy! Iruma-kun                                                    | Moriwaki Makoto    | 23                                     | Dựa trên bộ manga do Nishi Oasmu sáng tác.                                                                          | [ 13 ] |
| 2020                         | Motto! Majime ni Fumajime Kaiketsu Zorori                                         | Ogata Takahide     | 25                                     | Dựa trên cuốn sách thiếu nhi Kaiketsu Zorori của Hara Yutaka. Hợp tác sản xuất với Ajiado.                          | [ 14 ] |
| 2020                         | Saikyō Kamizmode                                                                  | Satō Mitsutoshi    | 26                                     | Tác phẩm gốc. | [ 15 ] |
| 2021                         | Aikatsu Planet!                                                                   | Kimura Ryuichi     | 25                                     | Loạt anime mới của series Aikatsu!.                                                                                 | [ 16 ] |
| 2021                         | Motto! Majime ni Fumajime Kaiketsu Zorori 2                                       | Ogata Takahide     | 25                                     | Phần tiếp theo của Motto! Majime ni Fumajime Kaiketsu Zorori. Hợp tác sản xuất với Ajiado.                          | [ 17 ] |
| 2021                         | Cestvs: The Roman Fighter                                                         | Kawase Toshifumi   | 11                                     | Chuyển thể từ bộ manga cùng tên của Wazarai Shizuya.                                                                | [ 18 ] |
| 2021                         | Vào Ma giới rồi đấy! Iruma-kun S2                                                 | Moriwaki Makoto    | 21                                     | Mùa thứ hai của Vào Ma giới rồi đấy! Iruma-kun.                                                                     | [ 19 ] |
| 2022                         | Birdie Wing -Golf Girls' Story-                                                   | Inagaki Takayuki   | 13                                     | Tác phẩm gốc. | [ 20 ] |
| 2022                         | Motto! Majime ni Fumajime Kaiketsu Zorori 3                                       | Ogata Takahide     | 25                                     | Mùa thứ ba của Motto! Majime ni Fumajime Kaiketsu Zorori. Hợp tác sản xuất với Ajiado.                              | [ 21 ] |
| 2022                         | Vào Ma giới rồi đấy! Iruma-kun S3                                                 | Moriwaki Makoto    | 21                                     | Mùa thứ ba của Vào Ma giới rồi đấy! Iruma-kun.                                                                      | [ 22 ] |
| 2022                         | Kōkyū no Karasu                                                                   | Miyawaki Chizuru   | 13                                     | Dựa trên bộ tiểu thuyết của Shirakawa Kōko.                                                                         | [ 23 ] |
| 2023                         | Mononogatari                                                                      | Kimura Ryuichi     | 24                                     | Dựa trên manga của Onigunsō.                                                                                        | [ 24 ] |
| 2023                         | Birdie Wing -Golf Girls' Story- (mùa 2)                                           | Inagaki Takayuki   | 12                                     | Mùa thứ hai của Birdie Wing -Golf Girls' Story-.                                                                    | [ 25 ] |
| 2024                         | Tsue to Tsurugi no Wistoria                                                       | Yoshihara Tatsuya  |                                        | Chuyển thể từ manga của Ōmori Fujino viết và Aoi Toshi minh hoạ; đồng sản xuất với Actas.                           | [ 26 ] |
| 2025                         | A-Rank Party o Ridatsu Shita Ore wa, Moto Oshiego-tachi to Meikyū Shinbu o Mezasu | Kamakura Yumi      |                                        | Dựa theo manga cùng tên.                                                                                            | [ 27 ] |
| 2025                         | Mashin Sōzōden Wataru                                                             | Kamakura Yumi      |                                        | Dựa theo anime Mashin Eiyū Den Wataru.                                                                              | [ 28 ] |
| 3-Nen Z-Gumi Ginpachi-Sensei | Higashida Natsumi                                                                 |                    | Dựa theo anime Mashin Eiyū Den Wataru. | [ 29 ] |        |

### Phim anime chiếu rạp
- Kaiketsu Zorori: Uchū no Yūsha-tachi (2015, hợp tác sản xuất với Ajia-do Animation Works)[30]
- Aikatsu! Music Award: Minna de shō o moraima SHOW! (2015)[31]
- Aikatsu! ~Nerawareta nahō no Aikatsu! Card~ (2016)[32]
- Genkijouban Aikatsu Stars! (2016)[32]
- Kuma no gakkō: Patissier Jackie to ohisama no Sweets (2017)[33]
- Kaiketsu Zorori ZZ no Himitsu (2017, sản xuất cùng với Ajia-do Animation Works)[34]
- Gintama The Final (2021)[8]
- Hula Fulla Dance (2021)[35]
- Genkijouban Aikatsu Planet! (2022)[36]
- Kaiketsu Zorori: Lalala♪ Star Tanjō (2022) – đồng sản xuất với Ajia-do Animation Works[37]
- Aikatsu! 10th Story ~Mirai e no Starway~ (2023)[38]

### ONA/OVA
- MILPOM☆ (2015–2017)[7]
- Gintama°: Umai-mono wa Atomawashi ni Suru to Yokodorisareru kara Yappari Saki ni Kue (2015)
- Dream Festival! (2016)
- Gintama°: Aizome Kaori-hen (2016)
- Dream Festival! R (2017)
- Gintama: Monster Strike-hen (2019)
- Fight League: Gear Gadget Generators (2019)[39]
- Battle Spirits: Kakumei no Galette (2020)
- Gintama: The Semi-Finale (2021)
- Tiger & Bunny 2 (2022)[40]